# Phyllium letiranti
Phyllium letiranti es una especie de fásmido u hoja andante del género Phyllium. Sólo se encuentra en la isla de Peleng, en Indonesia.